# 布瓦尚普雷
布瓦尚普雷（法語：Boischampré，法語發音：[bwaʃɑ̃pʁe]）是法国奥恩省的一个市镇，位于该省中部，属于阿让唐区。

## 地名
该地名“Boischampré”由“bois”（意为“树林”）、“champ”（意为“田野”）和“pré”（意为“草地”）三个词复合而成。

## 历史
布瓦尚普雷成立于2015年1月1日，由以下4个市镇合并而成：
- 马尔塞（Marcei）
- 圣克里斯托夫-勒雅若莱（Saint-Christophe-le-Jajolet）
- 圣卢瓦耶德尚（Saint-Loyer-des-Champs）
- 弗里尼（Vrigny）

其中圣克里斯托夫-勒雅若莱为政府驻地。

## 地理
布瓦尚普雷（48°39'55"N, 0°0'29"E）面积12.07 平方千米，位于法国诺曼底大区奧恩省，该省份为法国西北部内陆省份，北起顺时针与卡爾瓦多斯省、厄尔省、厄尔-卢瓦省、萨尔特省、马耶讷省和芒什省接壤。
与布瓦尚普雷接壤的市镇（或旧市镇、城区）包括：阿让唐、拉贝利耶尔、蒙梅雷、奥恩河畔瑞维尼。
布瓦尚普雷的时区为UTC+01:00、UTC+02:00（夏令时）。

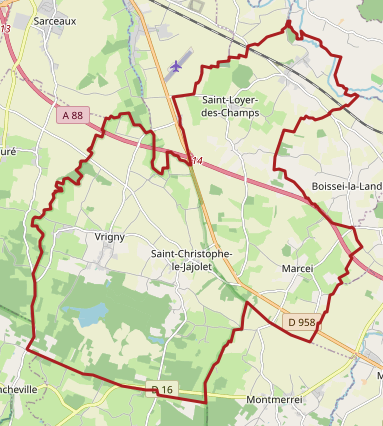
布瓦尚普雷的OSM定位图

## 行政
布瓦尚普雷的邮政编码为61570，INSEE市镇编码为61375。

## 政治
布瓦尚普雷所属的省级选区为阿让唐第一县。

## 人口
布瓦尚普雷于2022年1月1日时的人口数量为1173人。